# Paso Pircas Negras
El Paso Internacional Pircas Negras es un paso fronterizo entre la República Argentina y la República de Chile. Se localiza, por el lado argentino, en el Departamento Vinchina, en el noreste de la provincia de La Rioja, y por el lado chileno, por la comuna de Tierra Amarilla, Región de Atacama.
Este paso montañoso internacional posee una frontera "seca" cuya altura es de 4.164 m s. n. m. Desde el oeste, se accede por la Ruta C-33 que conecta el paso con la ciudad de Copiapó. Desde el este, en tanto, se accede a través de la Ruta Nacional 76, que enlaza con el cercano Refugio El Peñón, la Reserva Laguna Brava y otras localidades de La Rioja.
El paso se encuentra abierto desde el 1 de noviembre al 30 de abril, entre las 9:00 y las 18:00. Debido a las características topográficas y climáticas poco favorables, no es posible transitar por el paso durante todo el año. El Paso Pircas Negras cuenta con un centro de control único aduanero en el sector de Barrancas Blancas que permite facilitar la integración entre ambos países y, en especial, entre las comunidades que conforman la región binacional denominada «ATACALAR».
En Argentina el paraje más cercano se llama Jagüé (166 km) y la localidad más cercana es Villa San José de Vinchina, última gasolinera localizada 200 km del paso fronterizo en cuestión.

## Clima

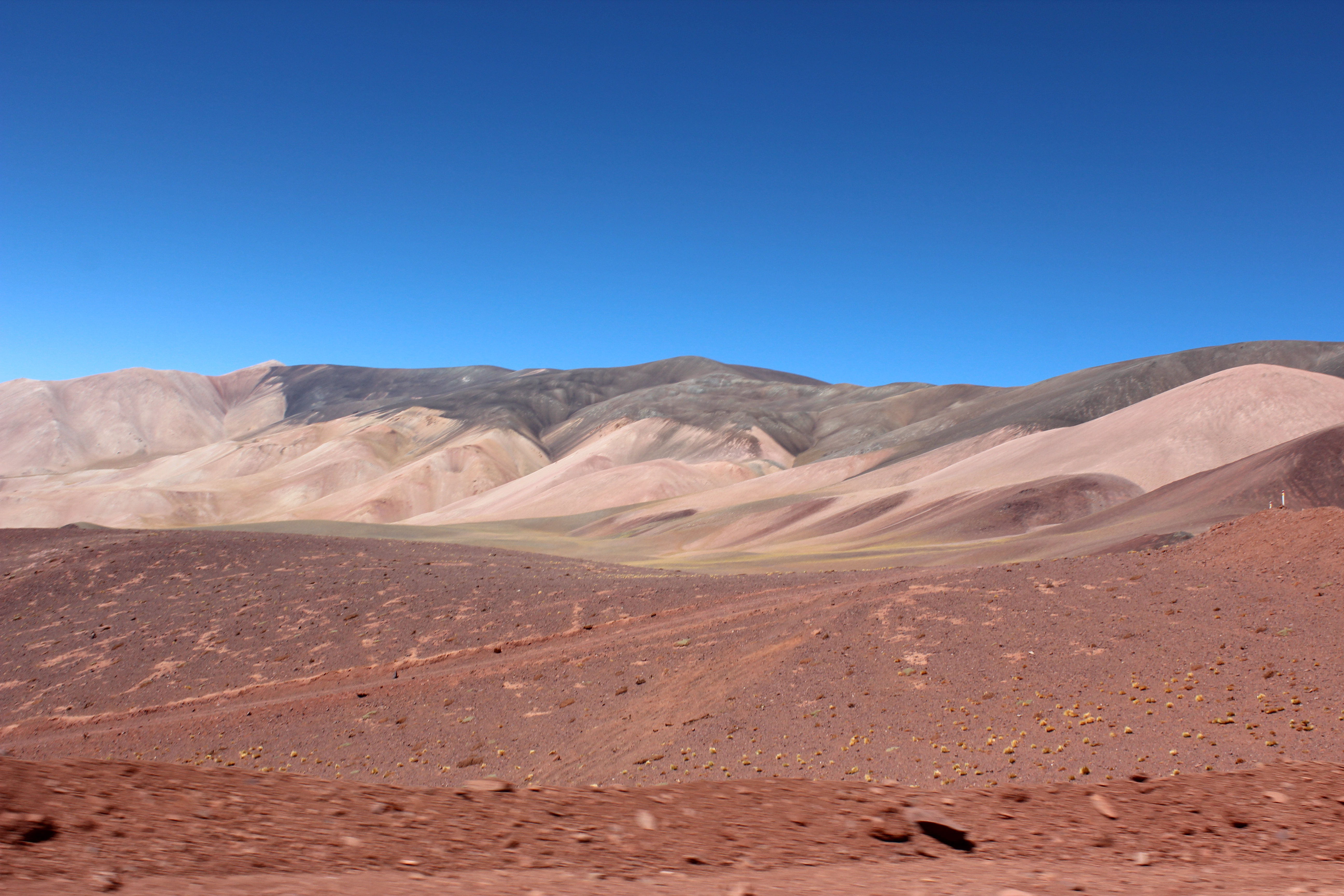
Vista de los Andes desde el lado argentino del paso Pircas Negras.

El clima es riguroso, seco y árido en invierno, la nieve alcanza una altura de entre 2 y 3 metros, por tanto, la visibilidad se ve reducida por la acumulación de neblina y nubes bajas. La temperatura extrema en invierno es de 0º y en verano llega a los 29º.

## Historia
El actual Paso Pircas Negras comenzó como paso de los arrieros hacia la República de Chile, específicamente la ciudad de Copiapó, donde sería el destino del ganado de vacuno argentino para ser exportado a través del Océano Pacífico.

Por este paso cruzaron el uruguayo Francisco Zelada y el riojano Nicolás Dávila en el año 1817 con 350 milicianos, uno de los seis pasos elegidos por el coronel San Martín para lograr pasar a Chile y liberarlo. El objetivo de las fuerzas era confundir y dividir las fuerzas realistas que se encontraban en el país vecino. La dificultad que tenían las tropas en el paso era que esto era un corredor ventoso y frío que complicaría su cruce. También el ejército del general Belgrano cooperó destacando a 80 milicianos y 50 infantes. Se asegura, aunque no haya fecha específica, que el 5 de enero de Coronel Felipe Varela salieron hacia la cordillera de los andes, pasaron por los departamentos General Lamadrid y tal vez por Vinchina.

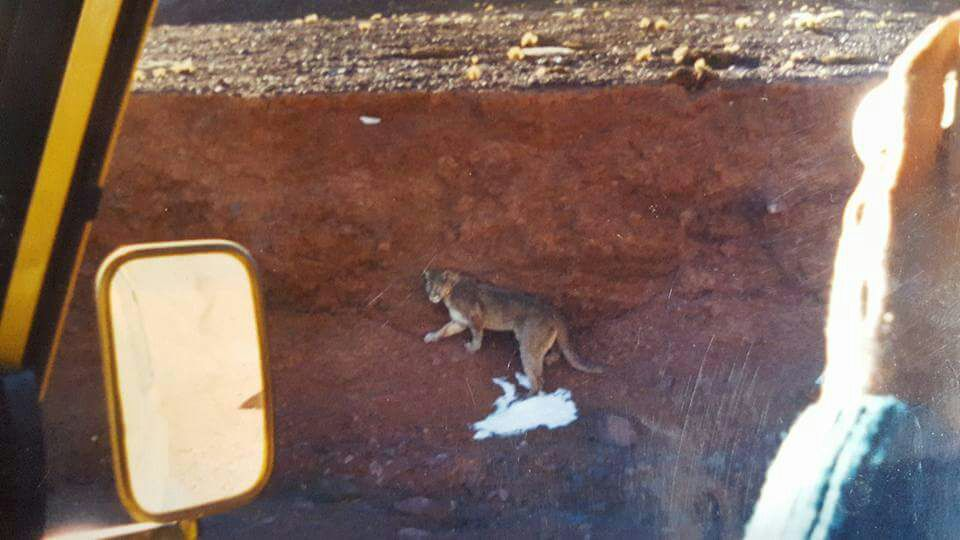
Puma en ladera nevada sobre el paso Pircas Negras

Los granaderos en este paso tenían muchas dificultades, y entre unas de esas dificultades, se encontraba la fiebre de la puna que se sentía en las alturas.
Domingo Faustino Sarmiento, promoviendo la exportación de carne argentina, construyó desde 1864 diferentes refugios para proteger del ambiente a los arrieros y su ganado.
La actividad  disminuyó por la competencia con otros tipos de transporte. Así fue que el último paso de ganado por ahí (que ahora cuenta con una ruta pavimentada) en 1958. 15 arrieros con 300 vacunos, y que entregaron en Copiapó por el pago en metálico, oro y plata en lingotes.
Actualmente, el cruce es oficialmente el paso internacional que conecta la República Argentina con el país de Chile.

## Refugio El Peñón

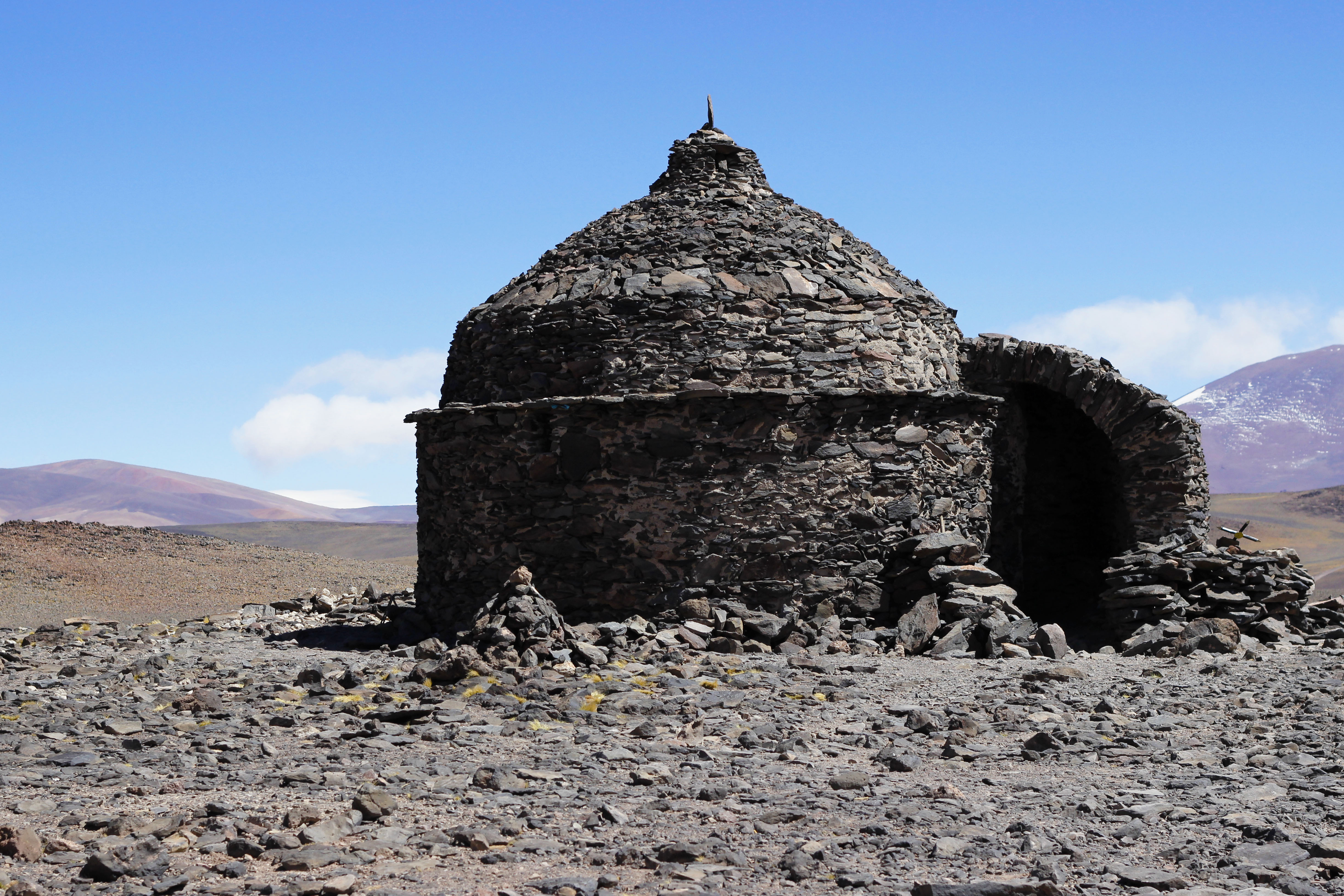
Esta construcción de piedra se denomina Refugio El Peñón y fue erigida a fines del.

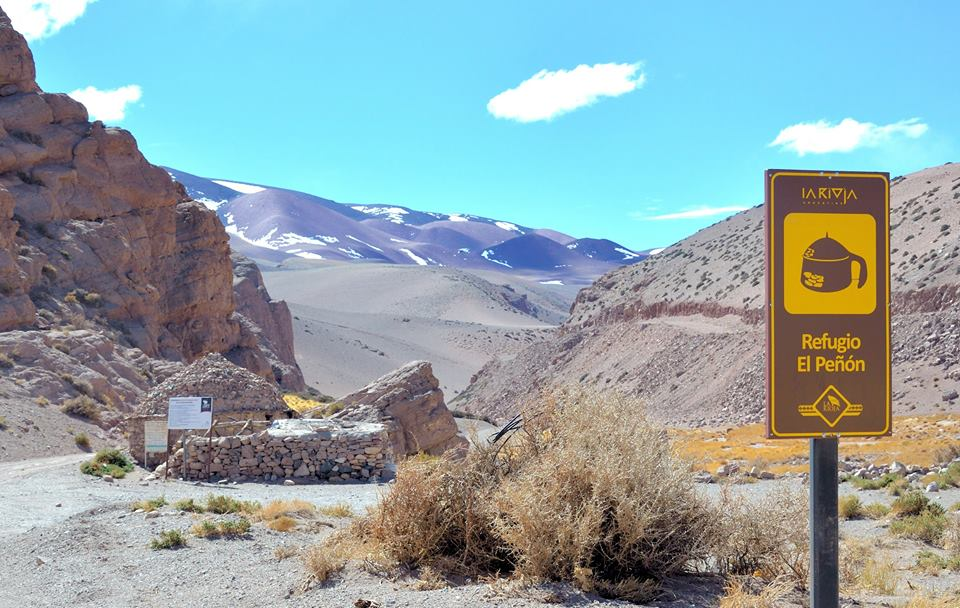
Refugio El Peñón; -28.475860,-68.838030

Entre 1864 y 1873 por iniciativa del presidente por ese entonces Domingo Faustino Sarmiento se mandó a construir una serie de refugios por los pasos cordilleranos hacia la República de Chile «con el objetivo de resguardar a los arrieros de la noche y el clima, los encargados del transporte del ganado».
El Refugio del Peñón que se encuentra en el camino hacia la Reserva Laguna Brava por el llamado “Camino de los Toros” hacia Chile, y es uno de los 13 refugios construidos.